# Ли Рок
«Ли Рок» (иер. трад. 五億探長雷洛傳: 雷老虎, англ. Lee Rock) — гонконгский фильм 1991 года, снятый режиссёром Лоуренсом Амоном. Главную роль в фильме исполнил Энди Лау. За неё актёр стал номинантом Гонконгской кинопремии в категории "Лучшая мужская роль". Также картина получила ещё 7 номинаций: "Лучший фильм", "Лучший режиссёр", "Лучший сценарий", "Лучшая мужская роль второго плана" (Кван Хой-Сань), "Лучшая женская роль второго плана" (Чингми Яу), "Лучшая операторская работа" и "Лучшая работа художника". Кван Хой-Сань победил в своей номинации. В дополнение к этому его работала была ещё отмечена наградой «Золотая лошадь».

## Сюжет
В фильме рассказывается история гонконгского полицейского Ли Рока (Энди Лау), жившего в послевоенном Гонконге, который за свою жизнь поднялся от простого постового до небывалых высот. К 1960-м годам Ли построил себе состояние в 500 миллионов гонконгских долларов.
В 1991 году вышло продолжение фильма — «Ли Рок 2».

## В ролях
- Энди Лау — Ли Рок
- Шарла Чён — Грейс Пак
- Чингми Яу — Роуз
- Ын Мантат — Пигги
- Пол Чун — сержант Нган Тунг
- Кван Хой-сан — сержант Чан
- Майкл Чан — Кинг Краб
- Уильям Хо — босс Триады
- Ли Сиу-кей — офицер по строевой подготовке
- Эдди Ко — полицейский инструктор
- Чун Вонг — старший брат Ма
- Джейми Лук — младший брат Ма
- Лунг Фонг — Мастер Снейк
- Джеймс Тьен — Пак
- Вонг Ят-фей — отец Аши
- Луис Рот — комиссар Алан
- Ридли Цуй — мошенник в ночном клубе
- Чунг Цан-санг — Бешеный Пёс
- Джонатан Исгар — офицер британской полиции